# Едуард фон Бьольц
Едуард Едлер фон Бьольц (нім. Eduard Edler von Böltz; 13 березня 1864 — 8 листопада 1918)) — генерал-лейтенант Австро-Угорської армії.
У молодості служив у Російській імперії. Під час служби познайомився з майбутньою дружиною.
У 1918 році командував австрійськими окупаційними військами на півдні колишньої Російської імперії. З 1 червня 1918 року обіймав посаду військового губернатора Одеси.
Дізнавшись про поразку Австро-Угорщини у Першій світовій війне та розпад імперії, застрілився у власній канцелярії о 8-й ранку 9 листопада 1918 року.
Епізод з самогубством фон Бьольца згадується в романі І. Ільфа та Є. Петрова «Золоте теля», а також у мемуарах Степана Шухевича.